# Мальхов
Мальхов (нім. Malchow) — місто в Німеччині, розташоване в землі Мекленбург-Передня Померанія. Входить до складу району Мекленбургіше-Зенплатте. Центр об'єднання громад Мальхов.
Площа — 44,60 км2. Населення становить 6542 ос. (станом на 31 грудня 2020).